# 2021
| 2021                                                         |
| ------------------------------------------------------------ |
| Dødsfald - Fødsler                                           |
| • Begivenheder • Film • Litteratur • Musik • Politik • Sport |

| Gregoriansk kalender | 2021 MMXXI              |
| Ab urbe condita      | 2774                    |
| Armensk kalender     | 1470 ԹՎ ՌՆՀ             |
| Kinesiske kalender   | 4717 – 4718 庚子 – 辛丑 |
| Etiopisk kalender    | 2013 – 2014             |
| Jødisk kalender      | 5781 – 5782             |
| Hindukalendere       |                         |
| - Vikram Samvat      | 2076 – 2077             |
| - Shaka Samvat       | 1943 – 1944             |
| - Kali Yuga          | 5122 – 5123             |
| Iransk kalender      | 1399 – 1400             |
| Islamisk kalender    | 1443 – 1444             |

2021 (MMXXI) begyndte på en fredag. Påsken faldt dette år den 4. april.
Regerende dronning i Danmark: Margrethe 2. 1972-2024
Se også 2021 (tal)

## Begivenheder

### Januar
- 3. januar - Donald Trump, i et telefonopkald med delstaten af Georgias indenrigsminister, fortæller at han bare vil "finde 11. 780 stemmer", så han kun overvælte resultaterne i den delstat i præsidentvalget af 2020.
- 5. januar - grundet bekymring over en COVID-19 mutant, kaldet den britiske variant, der er langt mere smitsom, lukker statsminister Mette Frederiksen Danmark ned igen.
- 6. januar - Stormen på United States Capitol 2021 finder sted i USA og Joe Biden bliver senere officielt udpeget som landets 46. præsident af valgmændene.
- 14. januar - Folketinget stemmer for en rigsretssag mod Inger Støjberg
- 17. januar - Leif Heiselberg modtager som første dansker COVID-19 vaccinens anden dosis og er dermed vaccineret mod virussen.
- 20. januar - Joe Biden blev indsat som USA's 46. præsident. dette sker efter tidligere præsident, Donald Trump, havde insisteret på at Biden havde snydt, i præsidentvalget af 2020.

### Marts
- 24. marts - Brasilien sætter en trist COVID-19 rekord, med mere end 3.000 corona-relaterede dødsfald på 24 timer

### April
- 7. april - en bizar situation opstår under EU-Kommissionens formand, Ursula von der Leyen, og EU-præsident, Charles Michel, besøg hos den tyrkiske præsident, Recep Tayyip Erdogan, i Ankara. Ved pressemødet er der ikke sat en stol frem til kvinden, von der Leyen
- 18. april - præsentationen af tanken om en Super League får en skidt modtagelse af de fleste af Europa's fodboldfans, der beskylder klubberne bag tanken for ekstrem grådighed
- 20. april - den amerikanske betjent Derek Chauvin dømmes skyldig i drab på George Floyd
- 21. april - 100 km. ud for øen Bali mister man kontakten til den indonesiske ubåd KRI Nanggala-402. Besætningen er på 53
- 21. april - betragtes som store genåbningsdag i Danmark, efter 2. bølge af COVID-19 har haft landet lukket ned. Med et coronapas, kan man blandt andet atter kan gå på bar og restaurant
- 22. april - et snævert flertal af de danske sygeplejesker stemmer nej til overenskomstudspillet og varsler strejke
- 23. april - i Danmark bliver den koldeste morgen på denne dag, i 30 år, registreret. -5,9 grader i Midtjylland
- 26. april - den danske film Druk vinder en Oscar i kategorien Bedste Internationale Film
- 27. april - den engelske High Court of Justice afviser den danske stats søgsmål mod svindlerne i den såkaldte Udbytteskattesag
- 30. april - Danmark meddeler, at man trækker sine sidste soldater ud af Afghanistan i løbet af et par måneder og dermed afslutter 20 års tilstedeværelse i landet

### Maj
- 4. maj - pelsforretningen Birger Christensen på Strøget i København, meddeler at den snart lukker. Forretningen har haft adresse i Østergade i 152 år
- 8. maj - Skotlands Nationale Parti og De Grønne får ved dagens parlamentsvalg flertal. De to partier er gået til valg på et ønske om at afholde en folkeafstemning om Skotlands løsrivelse fra Storbritannien
- 9. maj - den danske Stand Up Paddle atlet Casper Steinfath krydser Kattegat på et hydrofoilbræt. Turen er på 123 kilometer og tager Casper 10 timer og 53 minutter
- 14. maj - første betaling med MitID bliver foretaget af Lene Vangsgaard Andersen, serviceleder i Hvidbjerg Bank. Hun køber for 200 kr. flødeboller
- 20. maj - containerskiber X-Press Pearl bryder i brand ud for Sri Lanka's kyst og udbrænder
- 25. maj - tidligere USAs præsident, Donald Trump forsøger en retssag, i delstaten Wisconsin, som gik til Joe Biden, for at overvende resultaterne i staten. den fejler
- 31. maj - DR afslører, at under navnet Operation Dunhammer, har det amerikanske NSA fået accept af det danske forsvars efterretningstjeneste, til at bruge danske internetkabler til at spionere på svenske, norske, franske og tyske toppolitikere

### Juni
- 4. juni - danskeren Thomas Andreasen foretager 100 faldskærmsudspring fra 1.000 meters højde på én enkelt dag
- 12. juni - under Danmarks første EM kamp i Parken, falder Christian Eriksen om med hjertestop. Kampen er afbrudt i over 60 minutter og det lykkedes at få genoplivet Eriksen
- 21. juni - i en sag om huslejepriser, bliver der for første gang i svensk historie vedtaget et mistillidsvotum mod den svenske statsminister Sfefan Löfven
- 22. juni - de sidste danske soldater forlader Afghanistan og afslutter dermed 20 års militær dansk indsats i landet

### Juli
- 6. juli - den hollandske journalist Peter R. de Vries bliver skudt ned på åben gade i Amsterdam. Han dør senere af sine skudsår
- 7. juli - Stofa meddeler, at man indleder en proces med at udfase traditionelt tv via antennestikket og kobberkabel/COAX teknikken, der findes i disse kabler. Allerede i september 2022 vil dette være effektueret
- 7. juli - Haiti's præsident Jovenel Moïse likvideres i eget hjem
- 11. juli - Richard Branson realiserer en drøm om at blive rumturist i eget fartøj og markerer dermed en ny milepæl for rumturisme[1]
- 15. juli - i de to tyske delstater Nordrhein-Westfalen og delstaten Rheinland-Pfalz udløser massiv nedbør en naturkatastrofe, hvor 169 mennesker mister livet
- Store dele af Centraleuropa bliver ramt af kraftige oversvømmelser.

### August
- 14. august - et jordskælv på Haiti koster mere end 700 livet
- 15. august - Taliban tager magten i Kabul
- 26. august - selvmordbomber foran Kabul lufthavn koster mere end 90 mennesker livet - her i blandt 13 amerikanske soldater

### September
- 13. September - Stortingsvalget 2021 afholdes i Norge. Borgerlige statsminister, Erna Solberg taber magten til Socialdemokraten Jonas Gahr Støre. [2]

### Oktober
- 3. oktober - efter 40 sæsoner stopper Ulf Pilgaard i Cirkusrevyen. Han bliver overrasket i sin slutscene som Dronning Margrethe, af netop Dronning Margrethe
- 21. oktober - under indspilningerne til filmen Rust, affyrer Alec Baldwin en rekvisitpistol, der ved en ulykke dræber filmfotografen Halyna Hutchins, samt såre instruktøren Joel Souza

### November
- 16. november - Kommunal- og regionsrådsvalg i Danmark.[3]
- 30. november - telefontjenesten Frøken Klokken, stopper efter 82 år

### December
- 8. december - Olaf Scholz bliver valgt som forbundskansler
- 11. december - hvad der af Præcident Joe Biden betegnes som "et af de værste tornadoudbrud i vores historie" rammer USA. Særligt delstaten Kentucky bliver hårdt ramt
- 13. december - i rigsretssagen mod Inger Støjberg omkring overtrædelse af ministeransvarlighedsloven i forbindelse med adskillelse af unge ægtepar, dømmer rigsretten Støjberg skyldig, og hun idømmes 60 dages ubetinget fængsel
- 26. december - varmerekord i Alaska, hvor der bliver mål 19,4 grader på Kodia Island[4]
- 29. december - Danmark slår sin egen rekord med 23.228 nye smittede med COVID-19 på et døgn.

## Forudsigelser og planlagte hændelser
- EM i fodbold 2020 afholdtes 11. juni-11. juli 2021 i 12 europæiske byer.
- OL 2020 afholdtes 23. juli-8. august 2021 i Tokyo, Japan.
- Eurovision Song Contest afholdtes efter 2 års ventetid.

## Sport
- 15. januar - ved Danmarks første VM kamp i herrehåndbold, Egypten, scorer debutant Mathias Gidsel 10 mål mod Bahrain
- 4. april - Kasper Asgreen vinder Flandern Rundt
- 20. april - det står fast at Schalke 04 ikke kan redde livet i 1. Bundesliga og må for første gang i 30 år en tur ned i 2. Bundesliga
- 23. april - Ryan Giggs bliver fyret som landstræner for Wales, efter han er blevet tiltalt for fysisk vold mod to kvinder
- 15. maj - Randers FC vinder den danske pokaltitlen 2021, med en finalesejr på 4-0 over Sønderjyske
- 24. maj - Brøndby IF vinder det danske mesterskab i fodbold efter en 2-0 sejr over FC Nordsjælland i sidste spillerunde
- 26. maj - Villareal CF vinder UEFA Europa League, med en finalesejr efter straffespark over Manchester United FC
- 29. maj - Chelsea FC vinder UEFA Champions League med en finalesejr på 1-0 over Manchester City
- 12. juni - for første gang i historien afvikles en EM kamp på dansk grund. I Parken taber Danmark 0-1 til Finland i en dramatisk kamp, der er afbrudt i over 1 time
- 11. juli - Italien vinder Euro 2020 finalen med en 4-3 sejr (efter straffespark) over England
- 18. juli - Tadej Pogacar vinder Tour de France 2021. Jonas Vingegaard bliver nr. 2
- 21. juli - Milwaukee Bucks vinder NBA Finals 2021 med 4-2 over Phoenix Suns
- 25. juli - Jeanette Ottesen afslutter sin svømmekarriere med en 8. plads i 4 x 100 m. kap ved OL i Tokyo. De tre andre svømmere er Pernille Blume, Julie Kepp Jensen og Signe Bro
- 5. oktober - Pau Gasol annoncerer at han indstiller sin karriere
- 15. december - Sergio Agüero meddeler, at han grundet hjerteproblemer, er nødt til at indstille sin karriere

## Musik
- 22. maj - Italien vinder årets udgave af Eurovision Song Contest med sangen "Zitti e buoni" af Måneskin.

## Årsdage
- 27. februar - 25-års jubilæum for Pokémon-universet.
- 25. marts – Grækenlands 200-års uafhængighedsdag (fra det Osmanniske Rige).
- 3. juli - 300-årsdagen for Hans Egedes ankomst til Grønland.
- 28. juli – Perus 200-års uafhængighedsdag (fra Spanien).
- 11. september – 20-årsdagen for Terrorangrebet den 11. september 2001.

## Politik
- 1. januar - Lars Løkke Rasmussen melder sig ud af Venstre, bliver løsgænger og starter eget politiske netværk
- 25. januar - Jens Rohde melder sig ud af Radikale Venstre og bliver løsgænger
- 4. februar - Inger Støjberg melder sig ud af Venstre og bliver løsgænger
- 9. marts - Kristian Jensen udnævnes til særlig repræsentant for Danmark, der skal arbejde for kandidaturet til FN’s Sikkerhedsråd i 2025 og 26
- 23. marts - Britt Bager meddeler, at hun melder sig ud af Venstre og ind i Det Konservative Folkeparti
- 26. april - Jens Rode meddeler, at han nu repræsenterer Kristendemokraterne
- 15. august - Kultur- og kirkeminister Joy Mogensen (S) meddeler at hun trækker sig helt ud af politik for at fokusere på at være mor
- 18. august - Naser Khadar udmeldes af De Konservative, efter adskillige anklager om sexkrænkelser
- 16. november – Kommunal- og regionsrådsvalg i Danmark.[3]

## Film
- 8. maj - den 74. Bodilprisuddeling finder sted i Folketeatret i København
- Moon Zero Two (1969) – science fiction-film der foregår i dette år.
- Johnny Mnemonic  (1995) – cyberpunk-film der foregår i dette år.

## Bøger
- Do Androids Dream of Electric Sheep? (1966) af Philip K. Dick (1928 – 1982) – senere udgaver af bogen foregår i dette år. Tidligere versioner af bogen foregår i 1992.

## Billeder
- USS Nimitz, 2006
- Terrorangrebet den 11. september 2001
- José de San Martín erklærede Perus uafhængighed i 1821
- 25. marts, 1821: Germanos of Patras velsigner det græske flag. Theodoros Vryzakis, 1865.